# Патриша Пиниански
Патриша Пиниански (на английски: Patricia Pinianski) е плодовита американска писателка на бестселъри в жанра романтичен трилър, любовен роман и романтично фентъзи. Пише под псевдонима Патриша Розмур (на английски: Patricia Rosemoor). Заедно с чикагската писателка Линда Суини (на английски: Linda Sweeney) пишат под псевдонимите Лин Патрик (на английски: Lynn Patrick), Джийн Роуз (Jeanne Rose), Патрис Линдзи (Patrice Lindsey), Рослин Патрик (Roslyn Patrick), Розан Маккена (RoseAnne McKenna) и Рослин Грифит (Roslynn Griffith).

## Биография и творчество
Патриша Пиниански е родена през 1947 г. в Чикаго, Илинойс, САЩ. Запленена от романтичната литерагура започва да пише още на 16 г. и работи като словослагател в местен вестник. Завършва Университета на Илинойс. След дипломирането си работи като помощник-редактор на професионално списание, радио-телевизионен продуцент за обществените училища в Чикаго, и надзорен орган на телевизионна продукция за колежа „Харпър“.
Започва да пише в началото на 80-те години заедно с писателката Линда Суини. Пишат произведения в различни жанрове, според които публикуват под различни псевдоними.
През 1986 г. издава първия си самостоятелен любовен роман „Double Images“ под псевдонима Патриша Розмур.
Произведенията на писателката са преведени на много езици и са издадени в над 7 милиона екземпляра по света.
През 1983 г. получава наградата „Златно сърце“ за неиздадения си ръкопис. През 1996 г. е удостоена с награда за цялостно творчество за сериите романтични трилъри, а през 2007 г. за сериите романтични приключенски любовни романи, от списание „Romantic Times“. Преподава творческо писане в Колумбийския колеж, Чикаго.
Патриша Пиниански живее в Чикаго, Илинойс.

## Произведения

### Като Патриша Розмур

#### Самостоятелни романи
- Double Images (1986)
- Dangerous Illusions (1986)
- Crimson Holiday (1987)
- Against All Odds (1988)
- Ambushed (1988)
- Working It Out (1988)
- Do Unto Others (1989)
- Ticket to Nowhere (1989)
- The Kiss of Death (1992)
- Torch Job (1993)
- Haunted (1993)
- Silent Sea (1994)
- In Dreams (2004)
- Hot Case (2004)
- Red Carpet Christmas (2005)
- Slater House (2006)
- Skin (2012)
- Born to Be Wild (2012)
- Holiday in Crimson (2012)
- Nightmare in Crimson (2012)
- Written in the Stars (2013) – с Шерил Бодин
- Animal Instincts (2013)

#### Серия „Танто за танто“ (Quid Pro Quo)
1. Pushed to the Limit (1991)
2. No Holds Barred (1991)
3. Squaring Accounts (1995)

#### Серия „Наследството на Маккена“ (McKenna Legacy)
1. See Me in Your Dreams (1996)
2. Tell Me No Lies (1996)
3. Touch Me in the Dark (1996)
4. Never Cry Wolf (1998)
5. Mysterious Stranger (2002)
6. Cowboy Protector (2002)
7. Wolf Moon (2007) – награда за сюжет на „Арлекин“
8. In Name Only (2008)
9. Rescuing the Virgin (2009)
10. Stealing Thunder (2009)
11. Saving Grace (2010)
12. Brazen (2011)
13. Deal Breaker (2011)
14. Purebred (2012)

#### Серия „Седемте гряха“ (Seven Sins)
1. Before the Fall (1997)
2. After the Dark (1997)
3. A Lover Awaits (1998)
4. Cowboy Justice (1999)

#### Серия „Синовете на Силвър Спрингс“ (Sons of Silver Springs)
1. Heart of a Lawman (2000)
2. The Lone Wolf's Child (2000)
3. A Rancher's Vow (2000)

#### Серия „Топлина в Чикаго“ (Chicago Heat)
1. Sheer Pleasure (2002)
2. Improper Conduct (2002)
3. Hot Zone (2003)

Серия „Клуб под прикритие“ (Club Undercover)
1. Fake ID Wife (2003)
2. VIP Protector (2003)
3. Velvet Ropes (2004)
4. On the List (2004)

#### Серия „Летописи на алхимия и кръв“ (Annals of Alchemy and Blood)
1. The Last Vampire (2008) – с Марк Паолети
2. The Vampire Agent (2008) – с Марк Паолети

#### Серия „Детектив Шели Колдуел“ (Detective Shelley Caldwell)
1. Hot Corpse (2011)
2. Hot Trick (2011)

#### Участие в общи серии с други писатели

##### Серия „Американски герои: Срещу всички предизвикателства“ (American Heroes: Against All Odds)
8. Death Spiral (1987)
от серията има още 49 романа от различни автори

##### Серия „Опасно да обичаш САЩ“ (Dangerous To Love USA)
17. Dead Heat (1993)
от серията има още 49 романа от различни автори

##### Серия „Връщане към местопрестъплението“ (Return to the Scene of the Crime)
- Crimson Nightmare (1994)

от серията има още 2 романа от различни автори

##### Серия „Опасни мъже“ (Dangerous Men)
4. Drop Dead Gorgeous (1995)
15. Lucky Devil (1996)
от серията има още 17 романа от различни автори

##### Серия „Вечна любов“ (Timeless Love)
- The Desperado (1995)

от серията има още 4 романа от различни автори

##### Серия „Дръж се за своя герой“ (Holding out for a Hero)
- Lucky Devil (1996)

от серията има още 14 романа от различни автори

##### Серия „Поверително от Монтана“ (Montana Confidential)
- Someone to Protect Her (2001)

от серията има още 3 романа от различни автори

##### Серия „Американски мъже 2“ (Men: Made in America 2)
17. Mysterious Stranger (2002)
от серията има още 49 романа от различни автори

##### Серия „Затъмнение“ (Eclipse)
- Ghost Horse (2005)

от серията има още 14 романа от различни автори

##### Серия „Нарушаване на сигурността“ (Security Breach)
- Triggered Response (2006)

от серията има още 2 романа от Ан Вос Питърсън и Ребека Йорк

##### Серия „Ваканционна мистерия при Дженкинс Коув“ (Holiday Mystery at Jenkins Cove)
3. Christmas Delivery (2008)
от серията има още 2 романа от Ан Вос Питърсън

#### Сборници
- Gypsy Magic (2002) – с Ан Вос Питърсън и Ребека Йорк
- Boys in Blue (2003) – с Ан Вос Питърсън и Ребека Йорк
- Desert Sons (2005) – с Ан Вос Питърсън и Ребека Йорк
- Mystique / Ghost Horse (2005) – с Шарлот Дъглас
- Red Carpet Christmas / Christmas Ransom (2005) – с Джена Райън
- Bloodlust Bundle (2008) – с Маргарет Л. Картър, Кристъл Грийн и Ерика Орлоф
- Christmas Delivery / Captive of the Beast (2009) – с Лиза Рене Джонс
- Tall Dark Defender / Stealing Thunder (2010) – с Бет Корнелисън
- Guarding Grace / Saving Grace (2011) – с Ребека Йорк
- See Me in Your Dreams / Tell me No Lies / Touch Me in the Dark (2011)
- Dangerous Collection 1 (2013)
- Dangerous Attraction (2013) – с Тони Андерсън, Мари Астор, Дебра Бъроуз, Кайли Крос, Шарън Хамилтън, Дейна Мартън, Лори Райън, Джил Сандърс и Ребека Йорк
- Duet in Crimson (2013)

### Като Лин Патрик

#### Самостоятелни романи
- The Perfect Affair (1984)
- Double Or Nothing (1985)
- Mistletoe Magic (1985)
- More Than a Dream (1985)
- Just a Lot More to Love (1986)
- Mystery in the Moonlight (1986)
- Gentleman Farmer (1987)
- The Mermaid's Touch (1987)
- Good Vibrations (1989)
- Cheek to Cheek (1991) – издадена и като „Shall We Dance?“
Сърце до сърце, изд.: „Арлекин България“, София (1993), прев. Йова Тодорова
- Wild Thing (1992)
- Home to Sparrow Lake (2013)
- A Forever Home (2013)

#### Серия „Повярвайте в брака“ (Make-Believe Matrimony)
1. The Marriage Assignment (2012)

#### Участие в общи серии с други писатели

##### Серия „Тук идват младоженците“ (Here Come the Grooms)
- The Marriage Project (1990)

от серията има още 18 романа от различни автори

### Като Джийн Роуз

#### Самостоятелни романи
- Believing in Angels (1993)
- The Prince of Air and Darkness (1994)
- Love On the Run (1994)
- Heart of Dreams (1995)
- Good Night, My Love (1996)

#### Серия „Омагьосаният“ (Spellbound)
1. The Wind Casts No Shadow (2011)
2. Heart of the Jaguar (2011)
3. Shadows in the Mirror (2011)

### Като Рослин Грифит

#### Самостоятелни романи
- Pretty Birds of Passage (1993)
- Heart of the Jaguar (1994)

#### Серия „Сенки“ (Shadows)
1. The Wind Casts No Shadows (1994)
2. Shadows in the Mirror (1995)

### Като Патрис Линдзи
- Golden gamble (1991) – с Линда Суини

### Като Розан Маккена
- A Change of Heart (1984)